# Вармазейка
Вармазе́йка (рос. Вармазейка, ерз. Вармазень) — село у складі Великоігнатовського району Мордовії, Росія. Входить до складу Вармазейського сільського поселення.

## Населення
Населення — 180 осіб (2010; 224 у 2002).
Національний склад (станом на 2002 рік):
- ерзя — 95 %